# Tony Radakin
Sir Antony David Radakin (Oldham, 10 de noviembre de 1965) es un almirante general inglés y Primer Lord del Mar desde junio de 2019 en la Marina Real británica.
En octubre de 2019 se anunció que será nombrado nuevo Jefe del Estado Mayor de la Defensa del Reino Unido el 30 de noviembre de 2021.